# Narona
Narona, antično mesto na desni obali spodnjega toka reke Naro (Neretva), Hrvaška
Narona je ležala na mestu današnjega naselja Vid pri Metkoviću. V času rimske dobe je bila  Narona sedež sodišča (conventus iuridicuc), kolonija (Colonia Julia Narona) in važno jadransko trgovsko središče. Pri dosedanjih arheoloških raziskovanjih so odkrili več delov mestih zgradb in celo vrsto drugih spomenikov, predvsem napisov.